# 小行星1755
小行星1755（1755 Lorbach）是一颗围绕太阳公转的小行星。1936年11月8日，瑪格麗特·盧吉埃在尼斯发现了此天体。
該小行星以美國天文學家保羅·赫吉特的妻子安妮·洛爾巴赫·赫吉特（Anne Lorbach Herget）命名。
这颗小行星的绝对星等为324.19973等。